# خالص أوزكاهيا
خالص أوزكاهيا (بالتركية: Halis Özkahya)‏ (مواليد 30 مايو 1980) هو حكم كرة قدم تركي. أصبح حكم دولي معتمد لدى الفيفا في عام 2009.